# Cultura Hopewell
La cultura Hopewell va prosperar a tot l'entorn del que avui és el mitjà oest dels Estats Units d'Amèrica entre els anys 100 aC i 500 dC en un període conegut com a silvícola mitjà. El terme hopewell s'utilitza per descriure una àmplia dispersió de gent nòmada que vivia a prop dels rius en assentaments temporals formats per d'una a tres llars i que combinava la caça, la recol·lecció i el conreu. Els assentaments hopewells tenien establertes rutes comercials molt extenses i complexes, que al mateix temps es feien servir com a xarxa de comunicació i que reunien la gent per cerimònies importants.

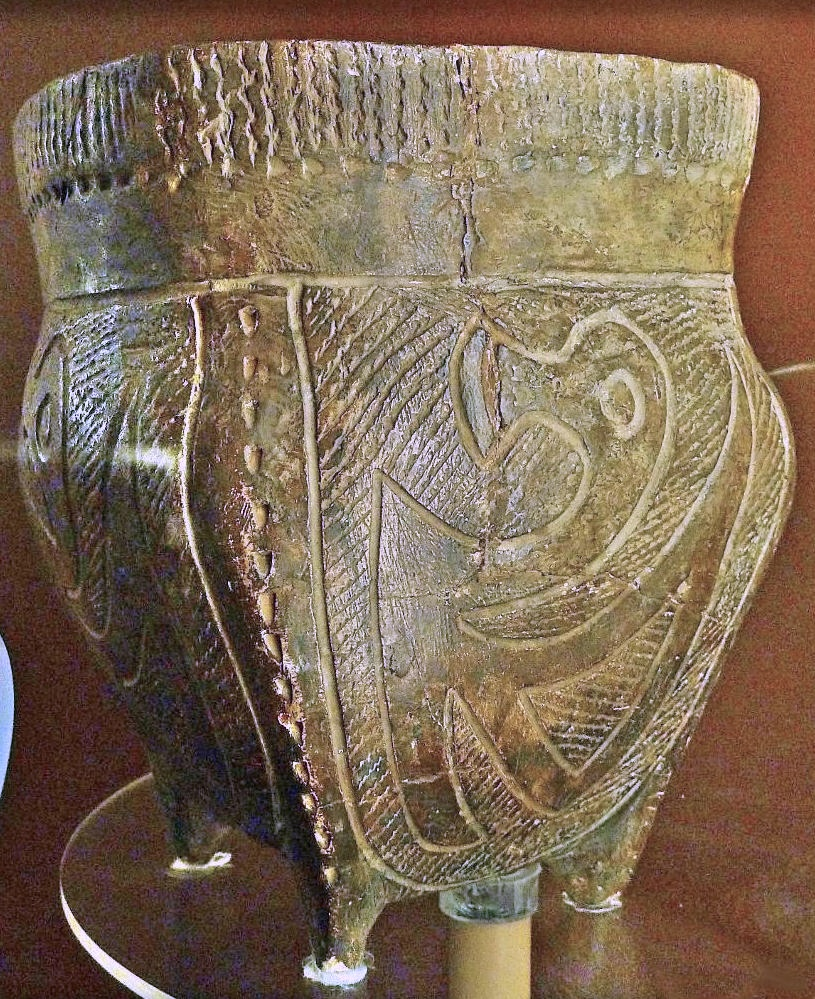
Exemple de manufactura ceràmica de la cultura Hopewell conservada al Hopewell Culture National Historical Park

D'aquesta cultura es conserven, principalment, grans túmuls i terraplens funeraris. Els túmuls funeraris hopewells eren molt grans. El jaciment més gran de tots, a Newark Earthworks (Ohio), anomenat Octàgon, abasta més de 50 acres (més de 200 km²). Aquests terraplens també destaquen per les seves formes geomètriques precises i interconnectades, i per la precisió matemàtica amb què es mesuraven i es col·locaven en relació l'un amb l'altre. Les línies rectes i paral·leles dels terraplens suggereixen una relació directa amb les posicions de la lluna, les estrelles i el sol, fins al punt que l'Octàgon funciona actualment com un observatori des del qual s'observa el cicle lunar.
S'han trobat també aixovars funeraris en alguns dels túmuls, formats per objectes ornamentals fets de coure, mica i obsidiana, materials que s'importaven a la regió des de centenars de quilòmetres de distància. Els objectes de pedra i ceràmica també es modelaven en formes intricades.
A partir de l'any 400, la cultura Hopewell va començar a davallar, possiblement perquè la invenció de l'arc i la fletxa provocava cada vegada més morts en les guerres i, per tant, la gent buscava protecció cada cop en comunitats més grans i permanents. Al caure en desús les rutes comercials, la xarxa de camins que reunia la població per a les tradicions hopewells va anar desapareixent, afeblint al mateix temps aquestes tradicions.